# Nabua
Nabua è una municipalità di seconda classe delle Filippine, situata nella Provincia di Camarines Sur, nella Regione del Bicol.
Nabua è formata da 42 baranggay:
- Angustia (Angustia Inapatan)
- Antipolo Old
- Antipolo Young
- Aro-aldao
- Bustrac
- Dolorosa (Dolorosa Inapatan)
- Duran (Jesus Duran)
- Inapatan (Del Rosario Inapatan)
- La Opinion
- La Purisima (La Purisima Agupit)
- Lourdes Old
- Lourdes Young
- Malawag (San Jose Malawag)
- Paloyon Oriental
- Paloyon Proper (Sagrada Paloyon)
- Salvacion Que Gatos
- San Antonio (Pob.)
- San Antonio Ogbon
- San Esteban (Pob.)
- San Francisco (Pob.)
- San Isidro (Pob.)

- San Isidro Inapatan
- San Jose (San Jose Pangaraon)
- San Juan (Pob.)
- San Luis (Pob.)
- San Miguel (Pob.)
- San Nicolas (Pob.)
- San Roque (Pob.)
- San Roque Madawon
- San Roque Sagumay
- San Vicente Gorong-Gorong
- San Vicente Ogbon
- Santa Barbara (Maliban)
- Santa Cruz
- Santa Elena Baras
- Santa Lucia Baras
- Santiago Old
- Santiago Young
- Santo Domingo
- Tandaay
- Topas Proper
- Topas Sogod